# Temporada 2007-2008 del FC Barcelona (femení)
La temporada 2007-08 és la 20a en la història del Futbol Club Barcelona, i la 4a temporada del club en la segona categoria del futbol espanyol.

## Desenvolupament de la temporada
Les jugadores queden primeres classificades a Primera Nacional (Grup 3) i guanyen la fase d'ascens (Grup 2) per tornar la temporada següent a la Superlliga.
A la Copa Catalunya queden subcampiones perdent la final contra el Reial Club Deportiu Espanyol.

## Jugadores i cos tècnic

### Plantilla
La plantilla i el cos tècnic del primer equip per a l'actual temporada són els següents:
| N. | Pos. | Nac. | Jugador             |
| -- | ---- | --- | ------------------- |
| —  | POR  | [[Fitxer:Flag of Catalonia.svg\|23x15px\|border \|alt=Catalunya\|link=Selecció de futbol de Catalunya\|{{#if:\|]]                        | Laura Ràfols        |
| —  | POR  | [[Fitxer:Flag of Catalonia.svg\|23x15px\|border \|alt=Catalunya\|link=Selecció de futbol de Catalunya\|{{#if:\|]]                        | Cristina Molina     |
| —  | DEF  | [[Fitxer:Flag of Catalonia.svg\|23x15px\|border \|alt=Catalunya\|link=Selecció de futbol de Catalunya\|{{#if:\|]]                        | Ana María Escribano |
| —  | DEF  | [[Fitxer:Flag of Catalonia.svg\|23x15px\|border \|alt=Catalunya\|link=Selecció de futbol de Catalunya\|{{#if:\|]]                        | Sarai Lucha         |
| —  | DEF  | [[Fitxer:Flag of Catalonia.svg\|23x15px\|border \|alt=Catalunya\|link=Selecció de futbol de Catalunya\|{{#if:\|]]                        | Sheila Sanchón      |
| —  | DEF  | [[Fitxer:Flag of Spain.svg\|23x15px\|border \|alt=Espanya\|link=Selecció de futbol d'Espanya\|{{#if:\|]]                                 | Marta Unzué         |
| —  | DEF  | [[Fitxer:Flag of Spain.svg\|23x15px\|border \|alt=Espanya\|link=Selecció de futbol d'Espanya\|{{#if:\|]]                                 | Melanie Serrano     |
| —  | DEF  | [[Fitxer:Flag of Catalonia.svg\|23x15px\|border \|alt=Catalunya\|link=Selecció de futbol de Catalunya\|{{#if:\|]]                        | Esther Romero       |
| —  | DEF  | [[Fitxer:Flag of the Balearic Islands.svg\|23x15px\|border \|alt=Illes Balears\|link=Selecció de futbol de les Illes Balears\|{{#if:\|]] | Clara Villanueva    |
| —  | DEF  | [[Fitxer:Flag of Catalonia.svg\|23x15px\|border \|alt=Catalunya\|link=Selecció de futbol de Catalunya\|{{#if:\|]]                        | Verónica Navarro    |
| —  | DEF  | [[Fitxer:Flag of the Basque Country.svg\|23x15px\|border \|alt=País Basc\|link=Selecció de futbol del País Basc\|{{#if:\|]]              | Cynthia Pidal       |

| N. | Pos. | Nac. | Jugador                |
| -- | ---- | --- | ---------------------- |
| —  | DEF  | [[Fitxer:Flag of Catalonia.svg\|23x15px\|border \|alt=Catalunya\|link=Selecció de futbol de Catalunya\|{{#if:\|]]           | Silvia Vila            |
| —  | MIG  | [[Fitxer:Flag of Catalonia.svg\|23x15px\|border \|alt=Catalunya\|link=Selecció de futbol de Catalunya\|{{#if:\|]]           | Alba Mena              |
| —  | MIG  | [[Fitxer:Flag of Catalonia.svg\|23x15px\|border \|alt=Catalunya\|link=Selecció de futbol de Catalunya\|{{#if:\|]]           | Paulina Ferré          |
| —  | MIG  | [[Fitxer:Flag of Catalonia.svg\|23x15px\|border \|alt=Catalunya\|link=Selecció de futbol de Catalunya\|{{#if:\|]]           | Zaida González         |
| —  | MIG  | [[Fitxer:Flag of Andalucía.svg\|23x15px\|border \|alt=Andalusia\|link=Selecció de futbol d'Andalusia\|{{#if:\|]]            | Sandra Jiménez "Avión" |
| —  | DAV  | [[Fitxer:Flag of the Basque Country.svg\|23x15px\|border \|alt=País Basc\|link=Selecció de futbol del País Basc\|{{#if:\|]] | Elba Unzué             |
| —  | DAV  | [[Fitxer:Flag of Catalonia.svg\|23x15px\|border \|alt=Catalunya\|link=Selecció de futbol de Catalunya\|{{#if:\|]]           | Marta Yánez            |
| —  | DAV  | [[Fitxer:Flag of Catalonia.svg\|23x15px\|border \|alt=Catalunya\|link=Selecció de futbol de Catalunya\|{{#if:\|]]           | Jessica Todo           |
| —  | DAV  | [[Fitxer:Flag of Catalonia.svg\|23x15px\|border \|alt=Catalunya\|link=Selecció de futbol de Catalunya\|{{#if:\|]]           | Aida García            |
| —  | DAV  | [[Fitxer:Flag placeholder.svg\|23x15px\| \|alt=\|link=Selecció de futbol\|{{#if:\|]]                                        | Cristina Macho         |

FC Barcelona Femení B
| N. | Pos. | Nac. | Jugador       |
| -- | ---- | --- | ------------- |
| —  | DAV  | [[Fitxer:Flag of Catalonia.svg\|23x15px\|border \|alt=Catalunya\|link=Selecció de futbol de Catalunya\|{{#if:\|]] | Laura Carriba |

#### Altes
Verónica Navarro, Clara Villanueva, Zaida González, Cristina Macho i Sandra Jiménez "Avión".

#### Ascens
Cynthia Pidal, Marta Yánez, Laura Ràfols i Silvia Vila.

#### Baixes
Vicky Losada, Marina Marimon, Berta Carles, Alba Vilas, Laia Ramón, Cristina Vega, Judith Acedo i Anaïr Lomba.

### Cos tècnic
- Entrenador:  Xavi Llorens

## Partits
Victòria       Empat       Derrota

### Copa Catalunya
| 29 d'agost de 2007 | FC Barcelona (femení)                            | 7-0 | Club Esportiu Europa (femení) | Sant Joan Despí, Catalunya          |  |
| Semifinal          | Zaida, Clara, Cris, Avión x2, Marta Unzué i Romi |     |                               | Municipal de Les Planes Catalunya · |  |

| 11 de setembre de 2007 | FC Barcelona (femení) | 0-3 | RCD Espanyol (femení)                               | Sant Joan Despí, Catalunya          |  |
| Final                  |                       |     | 0-1 Noemí (4'), 0-2 M.Cubí (19'), 0-3 Adriana (49') | Municipal de Les Planes Catalunya · |  |

### Lliga
| 2 de setembre de 2007 | FC Barcelona (femení)                                                                     | 4-0 | CD Son Cotoner (femení) | Sant Joan Despí, Catalunya               |  |
| Jornada 1             | 1-0 Cristina Macho 37' ; 2-0 Sandra Jimenez 64' ; 3-0 Marta Yañez 80'; 4-0 Elba Unzue 84' |     |                         | Ciutat Esportiva Joan Gamper Catalunya · |  |

| 9 de setembre de 2007 | UD Collerense         | 1-3 | FC Barcelona (femení)                                | Palma, Mallorca                                               |  |
| Jornada 2             | 1-1 Cristina (min.55) |     | 0-1 Romero (21'); 1-2 Zaida (82'); 1-3 Jessica (90') | Camp Municipal Coll d'en Rebassa Ca'n Caimari Illes Balears · |  |

| 16 de setembre de 2007 | FC Barcelona (femení)                               | 3-1 | Club Esportiu Sant Gabriel | Sant Joan Despí, Catalunya               |  |
| Jornada 3              | 1-1 Albita (41'), 2-1 Sandra (74') 3-1 Sandra (80') |     | 0-1 Cristina (40')         | Ciutat Esportiva Joan Gamper Catalunya · |  |

| 23 de setembre de 2007 | Unió Esportiva Lleida (femení) | 0-4 | FC Barcelona (femení)                                             | Lleida, Catalunya |  |
| Jornada 4              |                                |     | 0-1 Marta (15'), 0-2 Todó (35'), 0-3 Melanie (44') 0-4 Todó (48') |                   |  |

| 7 d'octubre de 2007 | FC Barcelona (femení)          | 2-0 | Club de Futbol La Roca Penya Blanc-Blava (femení) | Sant Joan Despí, Catalunya                                  |  |
| Jornada 5           | 1-0 Todó (80'); 2-0 Elba (87') |     |                                                   | Ciutat Esportiva Joan Gamper Catalunya · Monfort González · |  |

| 14 d'octubre de 2007 | Unió Esportiva L'Estartit B (femení) | 1-5 | FC Barcelona (femení) | L'Estartit, Torroella de Montgrí, Catalunya |  |
| Jornada 6            |                                      |     |                       |                                             |  |

| 21 d'octubre de 2007 | FC Barcelona (femení) | 1-2 | Reial Club Deportiu Espanyol B (femení) | Sant Joan Despí, Catalunya               |  |
| Jornada 7            | Marta Yañez           |     | Rocío; Rocío                            | Ciutat Esportiva Joan Gamper Catalunya · |  |

| 4 de novembre de 2007 | Club Esportiu Banyoles (femení) | 0-2 | FC Barcelona (femení) | Banyoles, Catalunya |  |
| Jornada 8             |                                 |     |                       |                     |  |

| 11 de novembre de 2007 | FC Barcelona (femení)                 | 5-3 | Club Esportiu Europa (femení) | Sant Joan Despí, Catalunya               |  |
| Jornada 9              | Todó, Sandra, Melanie, Sheila i Marta |     |                               | Ciutat Esportiva Joan Gamper Catalunya · |  |

| 18 de novembre de 2007 | Club Futbol Femení Tortosa Ebre | 0-6 | FC Barcelona (femení) | Tortosa, Catalunya               |  |
| Jornada 10             |                                 |     |                       | Municipal de Tortosa Catalunya · |  |

| 2 de desembre de 2007 | FC Barcelona (femení)                            | 8-0 | Unió Esportiva Breda (femení) | Sant Joan Despí, Catalunya               |  |
| Jornada 11            | Marta x3, Sheila, Elba, Melani, Carriba i Sandra |     |                               | Ciutat Esportiva Joan Gamper Catalunya · |  |

| 9 de desembre de 2007 | Unió Esportiva Rubí (femení) | 0-13  | FC Barcelona (femení) | Rubí, Catalunya |  |
| Jornada 12            |                              | [ 4 ] |                       |                 |  |

| 16 de desembre de 2007 | FC Barcelona (femení) | 3-0   | Girona Futbol Club (femení) | Sant Joan Despí, Catalunya               |  |
| Jornada 13             |                       | [ 4 ] |                             | Ciutat Esportiva Joan Gamper Catalunya · |  |

| 6 de gener de 2008 | CD Son Cotoner (femení) | 2-2   | FC Barcelona (femení) | Palma, Mallorca |  |
| Jornada 14         |                         | [ 4 ] |                       |                 |  |

| 13 de gener de 2008 | FC Barcelona (femení) | 3-1   | UD Collerense | Sant Joan Despí, Catalunya               |  |
| Jornada 15          |                       | [ 4 ] |               | Ciutat Esportiva Joan Gamper Catalunya · |  |

| 20 de gener de 2008 | Club Esportiu Sant Gabriel | 2-0   | FC Barcelona (femení) | Sant Adrià de Besòs, Catalunya |  |
| Jornada 16          |                            | [ 4 ] |                       |                                |  |

| 27 de gener de 2008 | FC Barcelona (femení)                                  | 10-1 | Unió Esportiva Lleida (femení) | Sant Joan Despí, Catalunya               |  |
| Jornada 17          | Sheila x3, Laura Carriba x3, Vero, Pau, Yáñez i Sandra |      |                                | Ciutat Esportiva Joan Gamper Catalunya · |  |

| 3 de febrer de 2008 | Club de Futbol La Roca Penya Blanc-Blava (femení) | 0-6 | FC Barcelona (femení) | La Roca del Vallès, Catalunya |  |
| Jornada 18          |                                                   |     | Sheila x2             |                               |  |

| 10 de febrer de 2008 | FC Barcelona (femení) | 4-1 | Unió Esportiva L'Estartit B (femení) | Sant Joan Despí, Catalunya               |  |
| Jornada 19           | Sheila x3, Sandra     |     |                                      | Ciutat Esportiva Joan Gamper Catalunya · |  |

| 2 de març de 2008 | Reial Club Deportiu Espanyol B (femení) | 0-4   | FC Barcelona (femení) | Sant Adrià del Besòs, Catalunya            |  |
| Jornada 20        |                                         | [ 4 ] |                       | Ciutat Esportiva de Sant Adrià Catalunya · |  |

| 9 de març de 2008 | FC Barcelona (femení)                               | 6-0 | Club Esportiu Banyoles (femení) | Sant Joan Despí, Catalunya               |  |
| Jornada 21        | Clara Villanueva x2, Sheila, Sandra, Jessica i Alba |     |                                 | Ciutat Esportiva Joan Gamper Catalunya · |  |

| 16 de març de 2008 | Club Esportiu Europa (femení) | 1-2 | FC Barcelona (femení) | Barcelona, Catalunya |  |
| Jornada 22         |                               |     | Sandra, Sandra        |                      |  |

| 30 de març de 2008 | FC Barcelona (femení) | 11-0 | Club Futbol Femení Tortosa Ebre | Sant Joan Despí, Catalunya               |  |
| Jornada 23         |                       |      |                                 | Ciutat Esportiva Joan Gamper Catalunya · |  |

| 6 d'abril de 2008 | Unió Esportiva Breda (femení) | 1-9   | FC Barcelona (femení) | Breda, Catalunya |  |
| Jornada 24        |                               | [ 4 ] |                       |                  |  |

| 13 d'abril de 2008 | FC Barcelona (femení)                                 | 11-0 | Unió Esportiva Rubí (femení) | Sant Joan Despí, Catalunya               |  |
| Jornada 25         | Aida x3, Jessica Todo x3, Sandra x2, Elba, Alba i Pau |      |                              | Ciutat Esportiva Joan Gamper Catalunya · |  |

| 20 d'abril de 2008 | Girona Futbol Club (femení) | 0-0 | FC Barcelona (femení) | Girona, Catalunya |  |
| Jornada 26         |                             |     |                       |                   |  |

### Promoció d'ascens
| 1 de juny de 2008 | Club de Fútbol Pozuelo de Alarcón (femení) | 1-3 | FC Barcelona (femení)                   | Pozuelo de Alarcón, Comunitat de Madrid |  |
| Jornada 1         |                                            |     | Sandra (25’ i 55’), Laura Carriba (75’) |                                         |  |

| 8 de juny de 2008 |  | Descans |  |  |  |
| Jornada 2         |  |         |  |  |  |

| 15 de juny de 2008 | FC Barcelona (femení)                                                                                                | 7-1 | Federación Viguesa de Peñas Recreativas El Olivo | Sant Joan Despí, Catalunya                              |  |
| Jornada 3          | 1-0 Sheila (4’), 2-0 Sheila (7’), 3-0 Elba (40’), 4-0 Ari (45’), 5-0 Sandra (55’), 6-0 Sandra (75’), 7-0 Yañez (76’) |     | 7-1 Tami (87’)                                   | Ciutat Esportiva Joan Gamper Catalunya · Luis Company · |  |

### Torneig de Getxo
| 21 de març de 2008 | Zaragoza Club de Fútbol Femenino | 1-2 | FC Barcelona (femení) | Getxo, País Basc            |  |
| Jornada 1 Grup A   |                                  |     |                       | Estadi de Bolue País Basc · |  |

| 21 de març de 2008 | Athletic Club de Bilbao B (femení) | 0-1 | FC Barcelona (femení) | Getxo, País Basc            |  |
| Jornada 3 Grup A   |                                    |     |                       | Estadi de Bolue País Basc · |  |

| 22 de març de 2008 | FC Barcelona (femení) | 0-1 | Oviedo Moderno | Getxo, País Basc                |  |
| Final              |                       |     |                | Municipal de Fadura País Basc · |  |